# Styringomyia kerteszi
Styringomyia kerteszi är en tvåvingeart som beskrevs av Edwards 1924. Styringomyia kerteszi ingår i släktet Styringomyia och familjen småharkrankar. Inga underarter finns listade i Catalogue of Life.